# Pterella lucida
Pterella lucida är en tvåvingeart som beskrevs av Nesbitt 1976. Pterella lucida ingår i släktet Pterella och familjen köttflugor. Inga underarter finns listade i Catalogue of Life.